# Hamsey
Hamsey är en by och en civil parish i distriktet Lewes i Storbritannien. Den ligger i grevskapet East Sussex och riksdelen England, i den södra delen av landet, 70 km söder om huvudstaden London. Antalet invånare är 632. Arean är 11,4 kvadratkilometer. Byn är belägen fem kilometer norr om Lewes. Tidigare var byn belägen på en ö i River Ouse.
Terrängen i Hamsey är platt.
Klimatet i området är tempererat. Årsmedeltemperaturen i trakten är 9 °C. Den varmaste månaden är juli, då medeltemperaturen är 18 °C, och den kallaste är januari, med 1 °C.